# Etiennea tafoensis
Etiennea tafoensis är en insektsart som beskrevs av Hodgson 1991. Etiennea tafoensis ingår i släktet Etiennea och familjen skålsköldlöss. Inga underarter finns listade i Catalogue of Life.